# Q School 2020 - Evento 3
L'evento 3 della Q School 2020 è la seconda tappa di tre di questa competizione, che si è disputata dal 5 al 9 agosto 2020 presso l'English Institute of Sport di Sheffield, in Inghilterra.
Da questa terza tappa, quattro giocatori (Rory McLeod, Jamie Wilson, Farakh Ajaib e Steven Hallworth) si sono qualificati al Main Tour per le stagioni 2020-2021 e 2021-2022.

## Regolamento
Introdotta nel periodo di riforme dell'allora appena nominato presidente del World Snooker Tour Barry Hearn, la Q School è formata da tre eventi, i quali si disputano prima dell'inizio della stagione professionistica (solitamente pochi giorni dopo il termine del Campionato mondiale).
In questi sono presenti quattro sezioni, formate tutte da sei turni: chi riesce a vincere l'ultimo Round, ottiene una carta professionistica di due stagioni.
Possono partecipare anche coloro che terminano la stagione fuori dai primi 64 nel Ranking, e che quindi devono riqualificarsi per il Main Tour.
L'iscrizione è aperta ad ogni giocatore dilettante (con un'età minima di 16 anni), ed ha un costo di £1000.

## Fase a eliminazione diretta[4]
| Turno 1                | Turno 2                | Turno 3                | Turno 4                | Turno 5                | Turno di qualificazione al Main Tour |
| ---------------------- | ---------------------- | ---------------------- | ---------------------- | ---------------------- | ------------------------------------ |
| Al meglio dei 5 frames | Al meglio dei 5 frames | Al meglio dei 7 frames | Al meglio dei 7 frames | Al meglio dei 7 frames | Al meglio dei 7 frames               |

### Sezione 1

#### Turno 1
| Giocatore 1   | Giocatore 2      | Risultato |
| ------------- | ---------------- | --------- |
| Stan Moody    | Adam Longley     | 3 - 0     |
| Joe O'Connor  | Ryan Thomerson   | Forfait   |
| Tugba Irten   | Robert James     | 0 - 3     |
| Mike Hallett  | Benji Buckley    | 1 - 3     |
| Keith Keldie  | Saqib Nasir      | 3 - 2     |
| Phil O'Kane   | Jeff Cundy       | 3 - 1     |
| Andy Lee      | Alex Millington  | Forfait   |
| Daniel Bagley | Elliot Slessor   | Forfait   |
| Marvin Morgan | James Silverwood | 1 - 3     |
| Rory McLeod   | Thor Chuan Leong | 3 - 1     |
| Mark Joyce    | Jamie Brown      | Forfait   |

#### Turno 2
| Giocatore 1      | Giocatore 2      | Risultato |
| ---------------- | ---------------- | --------- |
| Antoni Kowalski  | James Height     | 1 - 3     |
| Hamim Hussain    | Elliott Weston   | 3 - 2     |
| Callum Beresford | Stan Moody       | 3 - 0     |
| Michael White    | Joshua Cooper    | 3 - 2     |
| Sunny Akani      | Wu Yize          | Forfait   |
| Paul Davison     | Ryan Thomerson   | 3 - 1     |
| Matthew Couch    | Robert James     | 1 - 3     |
| Sean Harvey      | Benji Buckley    | 3 - 0     |
| Fergal O'Brien   | Keith Keldie     | Forfait   |
| Paul Davies      | Phil O'Kane      | 2 - 3     |
| Andrew Milliard  | Alex Millington  | 0 - 3     |
| Jack Dady        | Daniel Bagley    | 3 - 2     |
| Kishan Hirani    | James Silverwood | 0 - 3     |
| Liam Highfield   | Rory McLeod      | Forfait   |
| Declan Lavery    | Jamie Brown      | 0 - 3     |
| Sam Craigie      | Robbie McGuigan  | Forfait   |

#### Turno 3
| Giocatore 1      | Giocatore 2     | Risultato |
| ---------------- | --------------- | --------- |
| James Height     | Hamim Hussain   | 2 - 4     |
| Callum Beresford | Michael White   | 0 - 4     |
| Wu Yize          | Paul Davison    | 2 - 4     |
| Robert James     | Sean Harvey     | 4 - 1     |
| Keith Keldie     | Phil O'Kane     | 0 - 4     |
| Alex Millington  | Jack Dady       | 4 - 0     |
| James Silverwood | Rory McLeod     | 0 - 4     |
| Jamie Brown      | Robbie McGuigan | 0 - 4     |

#### Turno 4
| Giocatore 1   | Giocatore 2     | Risultato |
| ------------- | --------------- | --------- |
| Hamim Hussain | Michael White   | 3 - 4     |
| Paul Davison  | Robert James    | 4 - 3     |
| Phil O'Kane   | Alex Millington | 4 - 1     |
| Rory McLeod   | Robbie McGuigan | 4 - 2     |

#### Turno 5
| Giocatore 1   | Giocatore 2  | Risultato |
| ------------- | ------------ | --------- |
| Michael White | Paul Davison | 1 - 4     |
| Phil O'Kane   | Rory McLeod  | 1 - 4     |

#### Turno di qualificazione al Main Tour
| Giocatore 1  | Giocatore 2 | Risultato |
| ------------ | ----------- | --------- |
| Paul Davison | Rory McLeod | 2 - 4     |

### Sezione 2

#### Turno 1
| Giocatore 1      | Giocatore 2         | Risultato |
| ---------------- | ------------------- | --------- |
| Bradley Cowdroy  | Simon Lichtenberg   | 1 - 3     |
| Zak Surety       | Ivan Kakovskii      | 3 - 2     |
| Alex Clenshaw    | Tyler Rees          | 3 - 2     |
| Chris Mason      | Gary Coulson        | 3 - 0     |
| Adam Edge        | Greg Casey          | 3 - 0     |
| Paul Deaville    | Mark Lloyd          | 0 - 3     |
| Patrick Wallace  | Mark Anthony Taylor | 3 - 2     |
| Michael Georgiou | Jamie Wilson        | 2 - 3     |
| Harvey Chandler  | Andrew Higginson    | Forfait   |
| Hammad Miah      | Jack Culligan       | 2 - 3     |

#### Turno 2
| Giocatore 1     | Giocatore 2       | Risultato |
| --------------- | ----------------- | --------- |
| Ollie Douglas   | Sanderson Lam     | Forfait   |
| Haydon Pinhey   | Robbie Williams   | Forfait   |
| Jamie Jones     | Simon Lichtenberg | 3 - 1     |
| Ben Jones       | Zak Surety        | 0 - 3     |
| Stephen Craigie | Alex Clenshaw     | 3 - 2     |
| Ben Fortey      | Chris Mason       | 3 - 0     |
| Chris Totten    | Adam Edge         | 3 - 0     |
| Adam Duffy      | Mark Lloyd        | 3 - 1     |
| Bash Maqsood    | Patrick Wallace   | 0 - 3     |
| Jak Jones       | David Finbow      | Forfait   |
| Matthew Glasby  | Luke Simmonds     | 0 - 3     |
| James Burrett   | Jamie Wilson      | 0 - 3     |
| Julien Leclerq  | Harvey Chandler   | 2 - 3     |
| Fang Xiongman   | Ryan Cronin       | 3 - 1     |
| Ronan Whyte     | Sean McAllister   | 0 - 3     |
| Ashley Carty    | Jack Culligan     | Forfait   |

#### Turno 3
| Giocatore 1     | Giocatore 2   | Risultato |
| --------------- | ------------- | --------- |
| Sanderson Lam   | Haydon Pinhey | 3 - 4     |
| Jamie Jones     | Zak Surety    | Forfait   |
| Stephen Craigie | Ben Fortey    | 0 - 4     |
| Chris Totten    | Adam Duffy    | 4 - 0     |
| Patrick Wallace | David Finbow  | 2 - 4     |
| Luke Simmonds   | Jamie Wilson  | 2 - 4     |
| Harvey Chandler | Fang Xiongman | 3 - 4     |
| Sean McAllister | Jack Culligan | 4 - 3     |

#### Turno 4
| Giocatore 1   | Giocatore 2     | Risultato |
| ------------- | --------------- | --------- |
| Haydon Pinhey | [ 5 ]           | [ 5 ]     |
| Ben Fortey    | Chris Totten    | 4 - 2     |
| David Finbow  | Jamie Wilson    | 3 - 4     |
| Fang Xiongman | Sean McAllister | 4 - 3     |

#### Turno 5
| Giocatore 1   | Giocatore 2   | Risultato |
| ------------- | ------------- | --------- |
| Haydon Pinhey | Ben Fortey    | 4 - 3     |
| Jamie Wilson  | Fang Xiongman | 4 - 3     |

#### Turno di qualificazione al Main Tour
| Giocatore 1   | Giocatore 2  | Risultato |
| ------------- | ------------ | --------- |
| Haydon Pinhey | Jamie Wilson | 3 - 4     |

### Sezione 3

#### Turno 1
| Giocatore 1     | Giocatore 2       | Risultato |
| --------------- | ----------------- | --------- |
| Jack Haley      | Keishin Kamihashi | 1 - 3     |
| Lee Walker      | Cristopher Keogan | 3 - 2     |
| Dan Barsley     | Craig Steadman    | 0 - 3     |
| Jack Smithers   | Joshua Thomond    | 2 - 3     |
| Kuldesh Johal   | James Leadbetter  | 3 - 2     |
| Luo Honghao     | Ian Martin        | Forfait   |
| Reanne Evans    | Ryan Roberts      | 1 - 3     |
| Jordan Brown    | Farakh Ajaib      | Forfait   |
| Jamie Clarke    | Jenson Kendrick   | Forfait   |
| Haider Ali      | Lin Shuai         | Forfait   |
| Thomas McSorley | Neal Jones        | 3 - 1     |
| Dean Reynolds   | Steven Evans      | 1 - 3     |

#### Turno 2
| Giocatore 1          | Giocatore 2       | Risultato |
| -------------------- | ----------------- | --------- |
| Brian Ochoiski       | Keishin Kamihashi | 3 - 2     |
| Ross Muir            | Lee Walker        | 2 - 3     |
| Adrian Rosa          | Craig Steadman    | 3 - 1     |
| Jamie Curtis-Barrett | Joshua Thomond    | 3 - 1     |
| Mateusz Baranowski   | Kuldesh Johal     | 0 - 3     |
| Kayden Brierley      | Ian Martin        | 2 - 3     |
| Tam Mustafa          | Dean Young        | 2 - 3     |
| Lee Richardson       | Ryan Roberts      | 3 - 0     |
| Michael Collumb      | Farakh Ajaib      | 1 - 3     |
| Ross Bulman          | Simon Blackwell   | 1 - 3     |
| Daniel Ward          | Jenson Kendrick   | 2 - 3     |
| Ben Hancorn          | Haider Ali        | 3 - 0     |
| Jake Nicholson       | Peter Devlin      | 2 - 3     |
| Dylan Emery          | Thomas McSorley   | 3 - 1     |
| John Astley          | Steven Evans      | 3 - 0     |
| Fan Zhengyi          | Brandon Hall      | 3 - 0     |

#### Turno 3
| Giocatore 1     | Giocatore 2          | Risultato |
| --------------- | -------------------- | --------- |
| Brian Ochoiski  | Lee Walker           | Forfait   |
| Adrian Rosa     | Jamie Curtis-Barrett | 0 - 4     |
| Kuldesh Johal   | Ian Martin           | 4 - 0     |
| Dean Young      | Lee Richardson       | 4 - 2     |
| Farakh Ajaib    | Simon Blackwell      | 4 - 2     |
| Jenson Kendrick | Ben Hancorn          | Forfait   |
| Peter Devlin    | Dylan Emery          | Forfait   |
| John Astley     | Fan Zhengyi          | Forfait   |

#### Turno 4
| Giocatore 1    | Giocatore 2          | Risultato |
| -------------- | -------------------- | --------- |
| Brian Ochoiski | Jamie Curtis-Barrett | 4 - 2     |
| Kuldesh Johal  | Dean Young           | 3 - 4     |
| Farakh Ajaib   | Jenson Kendrick      | 4 - 3     |
| Dylan Emery    | John Astley          | 4 - 1     |

#### Turno 5
| Giocatore 1    | Giocatore 2 | Risultato |
| -------------- | ----------- | --------- |
| Brian Ochoiski | Dean Young  | 4 - 3     |
| Farakh Ajaib   | Dylan Emery | 4 - 3     |

#### Turno di qualificazione al Main Tour
| Giocatore 1    | Giocatore 2  | Risultato |
| -------------- | ------------ | --------- |
| Brian Ochoiski | Farakh Ajaib | 2 - 4     |

### Sezione 4

#### Turno 1
| Giocatore 1     | Giocatore 2            | Risultato |
| --------------- | ---------------------- | --------- |
| Stephen Kershaw | Manasawin Phetmalaikul | 2 - 3     |
| Fergal Quinn    | Lucky Vatnani          | 3 - 0     |
| Patrick Whelan  | Ben Mertens            | 1 - 3     |
| Oliver Lines    | Chen Feilong           | 3 - 0     |
| Luke Pinches    | Lee Stephens           | 3 - 2     |
| Raymond Fry     | Daniel Womersley       | 0 - 3     |
| Florian Nüßle   | Kharazchi Jamshid      | 3 - 0     |
| Leo Fernandez   | Lee Shanker            | 3 - 2     |
| Alex Taubman    | Oliver Brown           | 0 - 3     |
| Sergey Isaenko  | Adam Stefanow          | Forfait   |
| Stephen Groves  | Hayden Staniland       | 0 - 3     |

#### Turno 2
| Giocatore 1      | Giocatore 2            | Risultato |
| ---------------- | ---------------------- | --------- |
| Connor Benzey    | Manasawin Phetmalaikul | 2 - 3     |
| Sydney Wilson    | Fergal Quinn           | 3 - 1     |
| Paul Burrell     | Ben Mertens            | 0 - 3     |
| Steven Hallworth | Jed Mann               | 3 - 1     |
| Aidan Murphy     | Oliver Lines           | 1 - 3     |
| Stephen Swaine   | Luke Pinches           | 1 - 3     |
| Dave Nelson      | Daniel Womersley       | 0 - 3     |
| Jamie McArdle    | Callum Lloyd           | 3 - 0     |
| Niel Vincent     | Alfie Burden           | 1 - 3     |
| Sean O'Sullivan  | Hans Blankaert         | 3 - 2     |
| Chae Ross        | Florian Nüßle          | 1 - 3     |
| Sam Baird        | Leo Fernandez          | 3 - 2     |
| Andy Marriott    | Oliver Brown           | 1 - 3     |
| Rhydian Richards | Sergey Isaenko         | 2 - 3     |
| Liam Graham      | Ryan Davies            | 0 - 3     |
| Mark Vincent     | Hayden Staniland       | 0 - 3     |

#### Turno 3
| Giocatore 1            | Giocatore 2      | Risultato |
| ---------------------- | ---------------- | --------- |
| Manasawin Phetmalaikul | Sydney Wilson    | 3 - 4     |
| Ben Mertens            | Steven Hallworth | 3 - 4     |
| Oliver Lines           | Luke Pinches     | Forfait   |
| Daniel Womersley       | Jamie McArdle    | 4 - 1     |
| Alfie Burden           | Sean O'Sullivan  | 4 - 1     |
| Florian Nüßle          | Sam Baird        | 4 - 1     |
| Oliver Brown           | Sergey Isaenko   | 4 - 0     |
| Ryan Davies            | Hayden Staniland | 4 - 1     |

#### Turno 4
| Giocatore 1   | Giocatore 2      | Risultato |
| ------------- | ---------------- | --------- |
| Sydney Wilson | Steven Hallworth | 1 - 4     |
| Luke Pinches  | Daniel Womersley | 1 - 4     |
| Alfie Burden  | Florian Nüßle    | 4 - 1     |
| Oliver Brown  | Ryan Davies      | 4 - 2     |

#### Turno 5
| Giocatore 1      | Giocatore 2      | Risultato |
| ---------------- | ---------------- | --------- |
| Steven Hallworth | Daniel Womersley | 4 - 2     |
| Alfie Burden     | Oliver Brown     | 4 - 3     |

#### Turno di qualificazione al Main Tour
| Giocatore 1      | Giocatore 2  | Risultato |
| ---------------- | ------------ | --------- |
| Steven Hallworth | Alfie Burden | 4 - 2     |